# Hubert Lafortune
Hubert Jean Joseph Lafortune (Leuven, Vlaams Brabant, 1889. november 24. – ?) olimpiai ezüstérmes belga tornász.
Ez első világháború után az 1920. évi nyári olimpiai játékokon indult, és mint tornász versenyzett. Csapat összetettben ezüstérmes lett.
Két fivére, Jacques Lafortune és Marcel Lafortune, valamint az unokaöccse, Frans Lafortune szintén olimpikonok, de ők mind sportlövészként indultak.